# Albert Friedrich Vitzthum von Eckstädt
Albert Friedrich Graf Vitzthum von Eckstädt (* 27. April 1797 in Dresden; † 6. Juli 1860 im Schloss Lichtenwalde) war ein Kammerherr des Königs Johann von Sachsen und Besitzer der Fideikommissgüter Lichtenwalde und Auerswalde.

## Leben
Er stammte aus dem thüringischen Adelsgeschlechts Vitzthum von Eckstädt und war der Sohn des Kammerherrn und Obersteuereinnehmers Friedrich August Graf Vitzthum von Eckstädt. Wie viele seiner Familienmitglieder schlug er eine Verwaltungslaufbahn im Dienst der Wettiner ein und stieg bis zum Kammerherrn des Königs Johann von Sachsen auf. In der Familie übernahm er die beiden Fideikommissgüter Lichtenwalde und Auerswalde bei Chemnitz.
Albert Friedrich Graf Vitzthum von Eckstädt starb am Abend des 6. Juli 1860 auf dem Schloss Lichtenwalde in Folge eines Herzschlages und wurde am 10. Juli in der Familiengruft unter dem Turm der Stiftskirche Ebersdorf feierlich beigesetzt.

## Familie
Albert Friedrich Graf Vitzthum von Eckstädt heiratete in erster Ehe 1832 Agnes Gräfin von der Schulenburg (1812–1837) und in zweiter Ehe 1844 Amalie von Miltitz (1824–1876). Aus der zweiten Ehe ging u. a. der Sohn und Lehnserbe Friedrich Vitzthum von Eckstädt hervor. Daneben gab es noch zwei damals minderjährige Söhne, darunter Gotthold Vitzthum von Eckstädt (1859–1945), und vier Töchter, darunter Luise Therese Leontine  (1849–1916), die mit dem russischen Diplomaten Pjotr Alexandrowitsch Saburow verheiratet war.

## Ehrungen
Verleihung verschiedener sächsischer Orden

### Sekundärliteratur
- Otto Eduard Schmidt: Die Schlösser Schönwölkau und Lichtenwalde und die Grafen Vitzthum von Eckstädt. Verlag Landesverein Sächsischer Heimatschutz, Dresden 1933.